# John Russell (vizconde de Amberley)
John Russell, vizconde de Amberley (10 de diciembre de 1842-9 de enero de 1876) fue un político y escritor británico. Era el hijo mayor de John Russell, quien se desempeñó dos veces como primer ministro del Reino Unido, y padre del filósofo Bertrand Russell. Amberley es conocido por sus opiniones poco ortodoxas sobre la religión y por su apoyo activo al control de la natalidad y el sufragio femenino, lo que contribuyó al final de su corta carrera como miembro liberal del Parlamento.

## Infancia y educación
John Russell nació el 10 de diciembre de 1842 en Chesham Place, Londres, siendo el primer hijo de Lord John Russell, él mismo hijo del duque de Bedford. Su madre era la segunda esposa de Lord Russell, Lady Frances, hija del segundo conde de Minto. En 1846, su padre se convirtió en el primer ministro del Reino Unido y se desempeñó como tal dos veces. Debido a la elevación de Lord John Russell al título nobiliario Russell en 1861, su hijo y heredero fue conocido como el vizconde de Amberley.
Después de ser educado en su hogar, fue enviado a la Harrow School. Era un niño excepcionalmente estudioso y su desempeño en la escuela complació a su padre. Más tarde asistió a la Universidad de Edimburgo y al Trinity College de Cambridge. En Cambridge, trabó una gran y duradera amistad con T. J. Cobden-Sanderson, quien compartía sus puntos de vista religiosos. Ambos dejaron Cambridge sin graduarse; su salida en febrero de 1863 se debió a su disgusto por el tono social de Cambridge y su enfoque en las matemáticas.

## Opiniones políticas

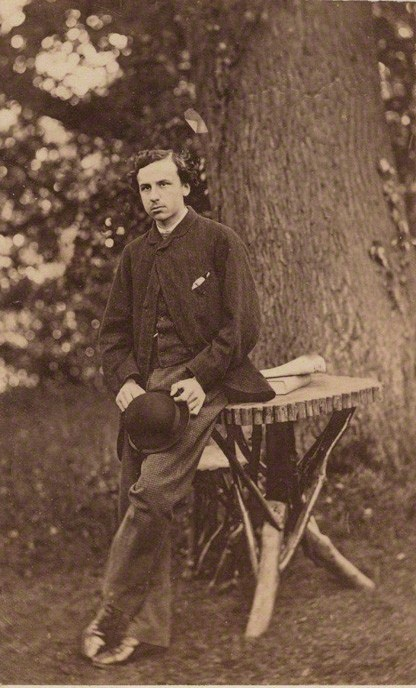
Lord Amberley en la década de 1860

Rechazando la divinidad de Cristo a principios de la década de 1860, Amberley escribió en su cumpleaños número 21:
"Por lo tanto, en el momento presente soy lo que se llama deísta". 
En 1864, se embarcó en un estudio comparativo de las religiones y comenzó a escribir Un análisis de la creencia religiosa (An Analysis of Religious Belief). Publicó la primera parte de un artículo sobre La Iglesia de Inglaterra como un cuerpo religioso en diciembre de 1866 y la segunda en febrero de 1867, argumentando que el clero debería considerar todas las doctrinas teológicas por igual porque la Iglesia de Inglaterra era una iglesia nacional y los diezmos eran pagados por todos los ciudadanos, independientemente de sus convicciones personales.
Amberley fue presionado por su padre para que entrara en política, y su amigo, el filósofo John Stuart Mill, esperaba que se convirtiera en su heredero político. Tras una infructuosa candidatura en Leeds en 1865, fue elegido miembro del Parlamento por Nottingham el 11 de mayo de 1866. Siendo liberal progresista, sirvió hasta el 17 de noviembre de 1868. Las opiniones religiosas de Amberley fueron un gran obstáculo para su carrera política, incluso con los clérigos liberales, enojados por su negativa a celebrar el domingo. También abogó por el control de la natalidad como medio para contrarrestar la sobrepoblación y los problemas de salud pública, por lo que fue acusado de despreciar el matrimonio, apoyar el aborto, e insultar a los médicos. Esta postura le costó un asiento en las elecciones del sur de Devon en 1868. Tras esta derrota, renunció a su carrera parlamentaria, pero continuó escribiendo y hablando a favor del sufragio femenino.
El abandono de la política dejó a Amberley con más tiempo para dedicarse a investigar religiones y publicar artículos. Sus padres y hermanos toleraron sus ideas poco ortodoxas pero no estuvieron de acuerdo con ellos. Sin embargo, denunciaron su afiliación con el positivismo. Se unió a la Asociación por la Paz de los Trabajadores, formada en 1870, pero se opuso a la idea del desarmamiento, afirmando que "lo más probable es que conduzca a la guerra".

## Vida personal

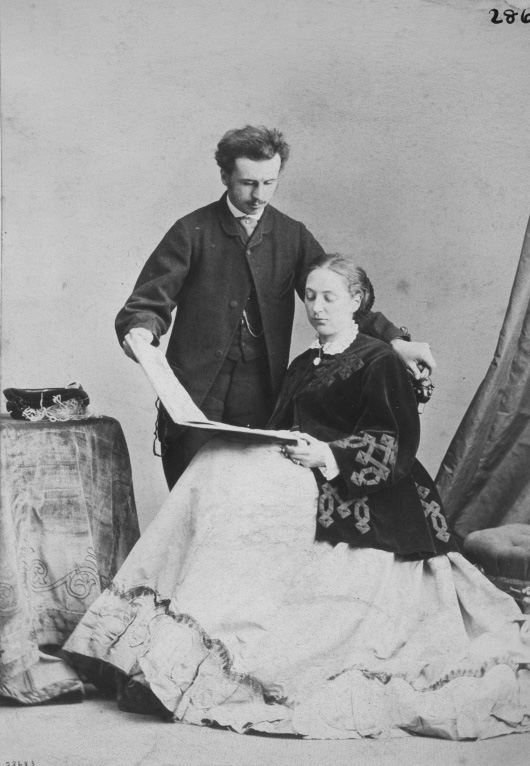
Álbum del señor y la señora Amberley hecho por William Notman en Montreal en 1867 y actualmente en posesión del Museo McCord

En noviembre de 1860, el moreno y de baja estatura Lord Amberley conoció y se enamoró de Janet Chambers, hija del editor Robert Chambers. El afecto se mantuvo fuerte hasta su muerte en 1863, pero no parece probable que Amberley haya considerado casarse con ella.
A principios de 1864, conoció a Katharine Stanley. A Lord y Lady Russell no les gustaban sus padres, el político lord Stanley de Alderley y la activista en la educación de las mujeres lady Stanley de Alderley. Por lo tanto, a la pareja se le prohibió verse durante seis meses, pero se casaron inmediatamente después de la separación el 8 de noviembre de 1864 en Alderley, Cheshire. En agudo contraste con su marido serio y tímido, Lady Amberley era notablemente vivaz, y su breve matrimonio fue muy feliz.
Amberley tuvo dos hijos e hijas gemelas, una de las cuales nació muerta. El hijo mayor, Frank, nació nueve meses después de su matrimonio. Rachel Lucretia y su hermana muerta nacieron prematuramente el 2 de marzo de 1868, en St. Martin, Londres, poco después del regreso de la pareja de una gira por América del Norte; la hija sobreviviente llevó el nombre de Lucretia Mott, la reformadora social que la pareja había conocido en Boston. En 1870, Lord y Lady Amberley compraron Ravenscroft, una casa de campo cerca de Chepstow en Monmouthshire, donde fue magistrado, y pasaban su tiempo disfrutando de la naturaleza y la vida doméstica. Su hijo más pequeño y prominente, Bertrand Russell, nació en 1872. Amberley le pidió a John Stuart Mill que fuera el padrino secular de Bertrand, y Mill aceptó.
A través de Mill, Lord Amberley conoció a Douglas Spalding, un abogado de profesión y biólogo aficionado, a quien contrató como tutor para sus hijos. Amberley lo alentó a continuar su investigación sobre el concepto psicológico de la impronta en su casa, a pesar de que sus invitados estaban aterrorizados al ver pollos vagando por el salón y la biblioteca. Spalding sufría de tuberculosis y, por lo tanto, era considerado no apto para el matrimonio. Lord Amberley sintió que, sin embargo, no había razón para condenar a Spalding al celibato y, después de una discusión con su esposa, les permitió entablar una relación sexual.

## Viudez y muerte

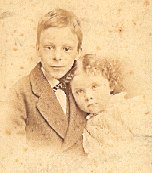
Frank y Rachel Russell

Amberley experimentó su primer ataque epiléptico en 1873. Preocupado por su salud, lord y lady Amberley decidieron pasar el invierno en Roma y se llevaron a Spalding y Frank con ellos. Cuando regresaron a Inglaterra, en mayo de 1874, a Frank le diagnosticaron difteria, pero Lady Amberley y su hermana Maude lo cuidaron hasta recuperar la salud. Rachel contrajo la enfermedad al regresar a Ravenscroft, y pronto fue seguida por Lady Amberley. El 27 de junio, Lord Amberley informó a su suegra que la vida de su esposa estaba en peligro. Al día siguiente, le escribió nuevamente a Lady Stanley:
"Sabrá por el médico que todo ha terminado. No puedo decir más. Terminó esta mañana temprano. Soy demasiado desgraciado para escribir más".
Amberley, por naturaleza físicamente débil y sombría, se quedó sin un deseo de vivir. Hizo incinerar el cuerpo de lady Amberley y sus cenizas se enterraron en los terrenos de su casa sin una ceremonia religiosa, una decisión que se consideró escandalosa. Profundamente deprimido, dejó a sus hijos sobrevivientes al cuidado de Spalding y sus sirvientes, y decidió terminar Un análisis de la creencia religiosa en honor a su esposa.
Murió de bronquitis en su casa el 9 de enero de 1876. Según sus deseos, fue enterrado junto a su esposa e hija el 13 de enero. Sus padres, sin embargo, habían trasladado todos los restos a la bóveda de la familia Russell en Chenies.
En su testamento, Amberley nombró a Douglas Spalding y T. J. Cobden-Sanderson como los guardianes de Frank y Bertrand, no deseando que sus hijos fueran criados como cristianos, pero Lord y Lady Russell impugnaron la estipulación y asumieron la tutela. La profundamente piadosa Lady Russell, a pesar de su indudable desaprobación de su contenido, se aseguró de que el libro de su hijo se publicara un mes después de su muerte. Los dos hijos de Amberley finalmente le sucedieron en el título de condes.